# 김현민 (1980년)
김현민(1980년 1월 28일 ~)은 대한민국의 가수다. 2009년 싱글 《사랑아 나의 사랑아》로 정식 데뷔했다.

## 방송
- 보이스 코리아 (시즌 1) (2012) - Top24
- 보이스 트롯 (2020) - Top16(16위)
- 트롯파이터 (2020)
- 헬로트로트 (2021) - 7위
- 미스터트롯2 - 새로운 전설의 시작 (2022) - Top119

## 음반
- 더 팬츠 OST (2009)
- 사랑아 나의 사랑아 (2009)
- 보이스 코리아 Part 2 (2012)
- 사랑아 (2015)
- 우리집 꿀단지 OST Part.16 (2016)
- 불어라 미풍아 OST Part.19 (2017)
- 동성로 로망스 (2020)
- 비벼비벼 (2020)

## 피처링
- 어글리 스타 - 친구 (2010)
- 어글리 스타 - 그대가 가르쳐 준 사랑 (2010)
- 어글리 스타 - 고백 (2010)
- 어글리 스타 - 사랑하니까 (2010)

## 수상
- KTF 매직엔 가요제 동상 (2005)